# Institut universitaire de technologie de Nancy-Brabois
 (février 2024).
La mise en forme du texte ne suit pas les recommandations de Wikipédia : il faut le « wikifier ».
Les points d'amélioration suivants sont les cas les plus fréquents. Le détail des points à revoir est peut-être précisé sur la page de discussion.
- Les titres sont pré-formatés par le logiciel. Ils ne sont ni en capitales, ni en gras.
- Le texte ne doit pas être écrit en capitales (les noms de famille non plus), ni en gras, ni en italique, ni en « petit »…
- Le gras n'est utilisé que pour surligner le titre de l'article dans l'introduction, une seule fois.
- L'italique est rarement utilisé : mots en langue étrangère, titres d'œuvres, noms de bateaux, etc.
- Les citations ne sont pas en italique mais en corps de texte normal. Elles sont entourées par des guillemets français : « et ».
- Les listes à puces sont à éviter, des paragraphes rédigés étant largement préférés. Les tableaux sont à réserver à la présentation de données structurées (résultats, etc.).
- Les appels de note de bas de page (petits chiffres en exposant, introduits par l'outil «  Source ») sont à placer entre la fin de phrase et le point final[comme ça].
- Les liens internes (vers d'autres articles de Wikipédia) sont à choisir avec parcimonie. Créez des liens vers des articles approfondissant le sujet. Les termes génériques sans rapport avec le sujet sont à éviter, ainsi que les répétitions de liens vers un même terme.
- Les liens externes sont à placer uniquement dans une section « Liens externes », à la fin de l'article. Ces liens sont à choisir avec parcimonie suivant les règles définies. Si un lien sert de source à l'article, son insertion dans le texte est à faire par les notes de bas de page.
- La présentation des références doit suivre les conventions bibliographiques. Il est recommandé d'utiliser les modèles {{Ouvrage}}, {{Chapitre}}, {{Article}}, {{Lien web}} et/ou {{Bibliographie}}. Le mode d'édition visuel peut mettre en forme automatiquement les références.
- Insérer une infobox (cadre d'informations à droite) n'est pas obligatoire pour parachever la mise en page.

Pour une aide détaillée, merci de consulter Aide:Wikification.
Si vous pensez que ces points ont été résolus, vous pouvez retirer ce bandeau et améliorer la mise en forme d'un autre article.
 (novembre 2022).
L'Institut universitaire de technologie de Nancy-Brabois est un IUT créé en 1966. Il est une composante de l'Université de Lorraine.

## L'IUT de Nancy et son essaimage
- 1966 : Création de l'IUT de Nancy par décret du 7 janvier 1966 après avoir été un des quatre premiers IUT ouverts en octobre 1965 à titre expérimental.
- 1970 : Création du site Charlemagne pour héberger les départements du secteur tertiaire (Informatique, Information-Communication, Techniques de Commercialisation, Gestion des Entreprises et des Administrations)[1].
- 1978 : L'IUT de Nancy est scindé en deux IUT : l'IUT Nancy A (Charlemagne) et l'IUT Nancy B (Le Montet), rattachés respectivement à l'Université Nancy-II et l'Université Nancy-I
- 1993 : L'IUT Nancy B est scindé en deux IUT : l'IUT de Nancy-Brabois et l'IUT de Longwy
- 1997 : L'IUT de Nancy-Brabois ouvre un nouveau site à Lunéville, qui accueille le département MCQ qui délivrera le diplôme universitaire de technologie en qualité, logistique industrielle et organisation (QLIO))
- 2000 : L'IUT de Nancy-Brabois est scindé en deux IUT : l'IUT de Nancy-Brabois et l'IUT de Saint-Dié-des-Vosges.
- 2016 : L'IUT fête ses 50 ans[2].

## Les départements de l'IUT de Nancy-Brabois depuis sa création
L'établissement dispense de nombreuses formations.
- 1966 : Génie Biologique Agro-Alimentaire (GB2A) - site de Villers-lès-Nancy, il y est dispensé quatre options différentes: Agronomie (Agro), Industries Agro-Alimentaires et Biologiques (IAB), Diététique (Diét) et Analyse Biologique et Biochimique (ABB). Les enseignements spécifiques de Diététique et de ABB sont dispensés sur le site de la faculté de Médecine à Brabois.
- 1967 : Génie Mécanique et Productique (GMP) - site de Villers-lès-Nancy
- 1968 : Génie Civil Construction Durable (GCCD) - site de Villers-lès-Nancy
- 1968 : Génie Chimique - Génie des Procédés (GC-GP) - site de Villers-lès-Nancy
- 1969 : Génie Électrique et Informatique Industrielle (GE2i) - site de Longwy
- 1984 : Génie Électrique et Informatique Industrielle (GE2i) - site de Villers-lès-Nancy Génie Thermique et Énergie (GTE)- site de Longwy
- 1990 : Gestion des entreprises et des administrations (GEA)- site de Longwy - L'IUT de Longwy devient indépendant
- 1991 : Génie des Télécommunications et Réseaux (GTR)- site de Villers-lès-Nancy
- 1992 : Génie Électrique et Informatique Industrielle (GE2i)- site de Saint-Dié-des-Vosges
- 1993 : Génie Biologique Santé (GBS)-site de Vandœuvre- Informatique et Système Industriels (ISI)- site de Saint-Dié
- 1996 : Métrologie - Contrôle - Qualité (MCQ)- site de Lunéville
- 1998 : Services et Réseaux de Communication (SRC)-site de Saint-Dié-des-Vosges
- L'IUT dispose également d'une formation transversale en "Commercialisation de technologies"
- 2005 : Le département MCQ devient QLIO (qualité, logistique industrielle et organisation).

## Formations spécifiques
En 1992 l'établissement créée une formation de «chef de chantier routier» qui débouche sur la délivrance du diplôme d'ingénieur technologue.

## Divers
Depuis 2020 les étudiants de cet établissement participent à un exercice de cyberguerre,, organisé dans le gymnase de leur IUT. En 2023, l'établissement engage une rénovation énergétique avec un label bâtiment passif envisagé.

## Classement
En 2022 l'établissement a été classé 85ème du classement complet réalisé par Thotis